# セース・スタム
セース・スタム（Cees Stam、1945年11月20日 - ）は、オランダ、 コーフ・アーン・デ・ザーン出身の元自転車競技選手。同じく元自転車競技選手のダニー・スタムは実子。

## 来歴
ドミフォンの第一人者として長らく君臨。プロ時代はペーサーのブルーノ・ワルラーブとのコンビで世界選手権などで活躍した。
1968年
- オランダ選手権 アマ・ドミフォン 優勝
- 世界選手権トラックレース アマ・ドミフォン 2位

1969年
- オランダ選手権 アマ・ドミフォン 優勝
- 世界選手権トラックレース アマ・ドミフォン 2位

1970年
- オランダ選手権 アマ・ドミフォン 優勝
- 世界選手権トラックレース アマ・ドミフォン 優勝

1971年、プロ転向。
- オランダ選手権 プロ・ドミフォン 優勝

1972年
- オランダ選手権 プロ・ドミフォン 優勝
- 世界選手権トラックレース プロ・ドミフォン 2位

1973年
- オランダ選手権 プロ・ドミフォン 優勝
- 世界選手権トラックレース プロ・ドミフォン 優勝

1974年
- オランダ選手権 プロ・ドミフォン 優勝
- 世界選手権トラックレース プロ・ドミフォン 優勝
- ドミフォンで、82.998㎞/hの世界記録を樹立。

1975年
- ヨーロッパ自転車競技選手権大会 プロ・ドミフォン 優勝
- 世界選手権トラックレース プロ・ドミフォン 2位

1976年
- 第23回全日本プロ選手権自転車競技大会（全プロ、熊本競輪場）のドミフォンに、ワルラーブとともに参加し優勝[1]。
- 世界選手権トラックレース プロ・ドミフォン 2位

1977年
- 世界選手権トラックレース プロ・ドミフォン 優勝

1978年
- オランダ選手権 プロ・ドミフォン 優勝
- 世界選手権トラックレース プロ・ドミフォン 3位

1979年
- 世界選手権トラックレース プロ・ドミフォン 3位

現役引退後、オランダナショナルチームのコーチ等を歴任。